# オール・アメリカン・リズム・セクション
オール・アメリカン・リズム・セクションは、結成初期のカウント・ベイシー・オーケストラ（オールド・ベイシー時代）のリズムセクションであり、ジャズ界最高のリズムセクションとして名高い。
フレディ・グリーンの正確な4ビートのカッティング、ウォルター・ペイジの柔軟なウォーキング・ベース・ライン、ジョー・ジョーンズのシンプルかつ表情豊かなドラム、そしてその隙間を絶妙なタッチで埋めるベイシーのピアノ、正に「不世出のリズムセクション」であったと言っても、過言ではないだろう。

## メンバー
- カウント・ベイシー (Pf)
- フレディ・グリーン (Gt)
- ジョー・ジョーンズ (Dr)
- ウォルター・ペイジ (B)